# Sons de Ling
Os Sons de Ling são empregados em Audiologia para avaliação comportamental da habilidade de detecção auditiva quanto perda auditiva em bebês, a efetividade de aparelhos auditivos e do implante coclear. O conjunto dos sons utilizados no teste foi desenvolvido por Daniel Ling, definido pela avaliação das frequências de 250 Hz até 8000 Hz utilizando os fonemas: /a/, /i/, /u/, /sh/, /s/ e /m/.

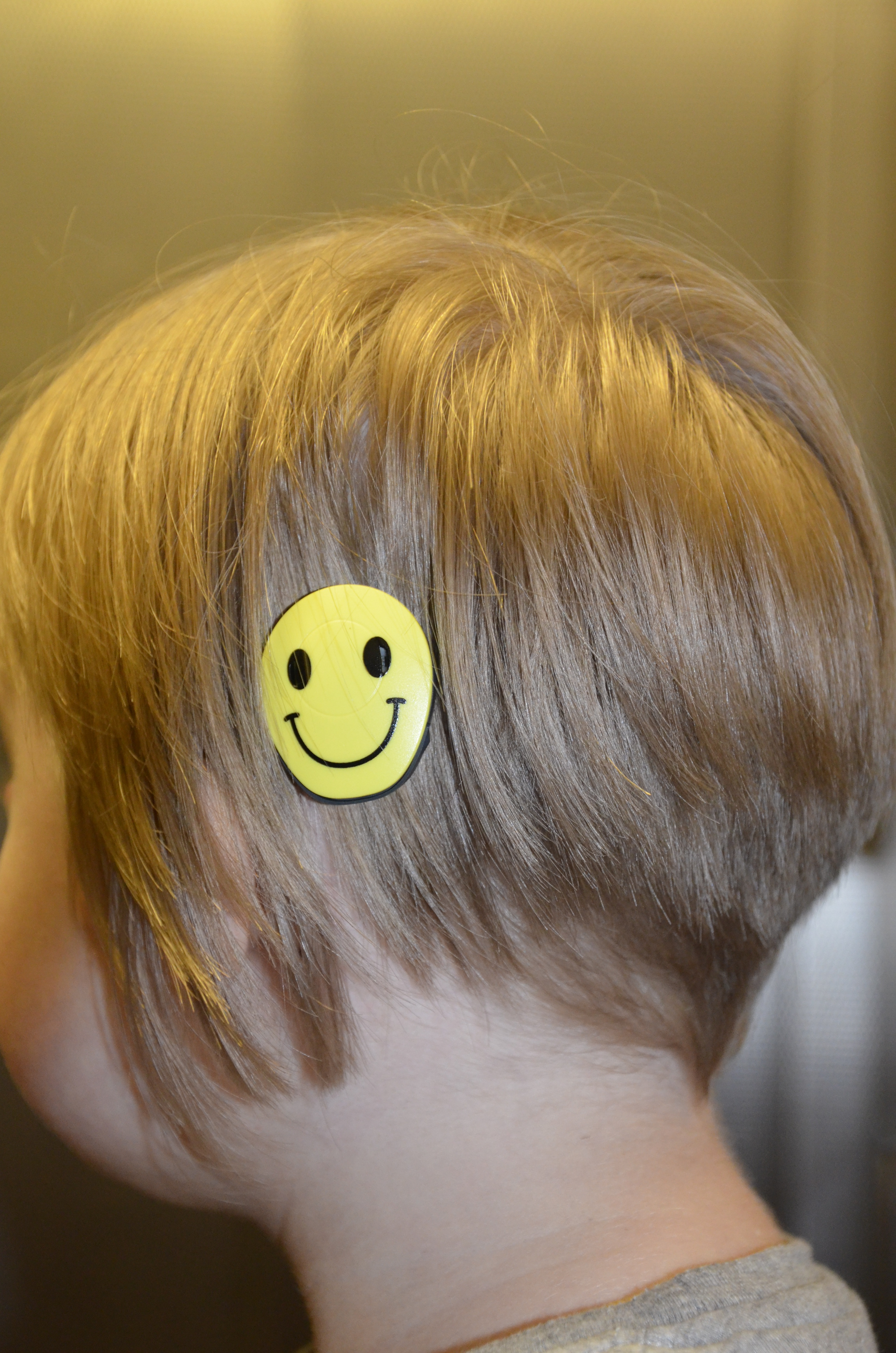
Exemplo de implante coclear em uma criança

## Conceito e aplicação
O teste dos Sons de Ling é aceito e aplicado amplamente por audiologistas devido sua eficácia e praticidade, em linhas gerais, os sons que compõem a prova permitem a cobertura de largo espectro de fala, entre 250Hz e 8000 Hz, por meio do uso de sons de baixa, média e alta frequência. A avaliação comportamental baseada nos Sons de Ling permite verificar a habilidade da criança para detectar todos os aspectos de fala, dado que os sons utilizados no teste englobam a faixa de frequência de todos os fonemas. Assim, é possível avaliar quais sons a criança consegue detectar, discriminar e identificar. As habilidades analisadas podem ser definidas como:
- Detecção (reconhecimento da presença ou ausência de estímulo sonoro);
- Discriminação (percepção da diferença ou semelhança entre dois, ou entre mais sons);
- Identificação (reprodução de um som ou identificação por meio de figuras de um som escutado).

Dessa forma, os Sons de Ling buscam avaliar se a criança consegue escutar na faixa de frequência de 1000 Hz as três vogais /a/, /u/ e /i/, em ambiente silencioso a uma distância de no máximo 4 metros. Em 2000 Hz o som fricativo de /sh/ deve ser identificado, enquanto para a frequência de 4000 Hz deve ocorrer a detecção do som consonantal /s/, realizado a uma distância de no máximo 2 metros. Contudo, o teste é tipicamente aplicado em uma cabine de isolamento acústico com auxílio de um audiômetro. O fonoaudiólogo, profissional responsável pela avaliação, utiliza o sistema de som para emitir os estímulos sonoros para a pessoa que está na cabina, além de tampar a boca para que o individuo testado não faça a discriminação dos sons por meio de leitura labial.
Entende-se que para ocorrer a detecção dos fonemas, é necessário que haja integridade das células ciliadas externas, responsáveis por detectar e amplificar sons de baixa intensidade, assim, perdas auditivas podem ser percebidas por meio desse tipo de teste. Fonemas fricativos, como, por exemplo, o som do fonema /s/ possuem intensidade de emissão por volta de 22dB, e com a perda de células ciliadas na frequência de emissão pode ser percebida quando não há reconhecimento ou algum erro na fala em fonemas fricativos como /f/, /v/, /s/ ou /z/, por exemplo

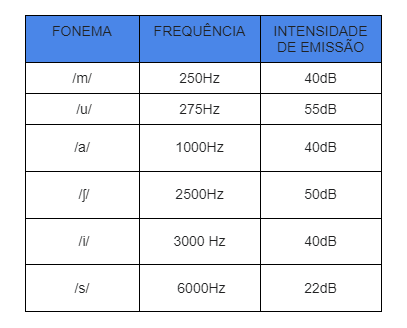
Tabela relacionando os fonemas utilizados no teste de Sons de Ling e suas frequências específicas, além disso, sua intensidade de emissão.

Tendo em vista a prática clínica, a percepção auditiva para fonemas específicos é bastante utilizada para a pesquisa do comportamento auditivo, tanto com o intuito de compreender informações diagnósticas, quanto para obter informações de rotina de pacientes (crianças e adultos) usuários de Aparelho auditivo e Implante Coclear.
Dentre os benefícios de utilização dos Sons do Ling, pode-se citar:
1. Esses sons englobam a faixa de frequências correspondente à fala, com o uso de apenas seis estímulos distintos, fornecendo informações de forma ampla sobre a variação de resposta frente às frequências.
2. É um teste rápido e de fácil aplicação.
3. Os Sons do Ling são símbolos naturais da fala, e seu uso na avaliação permite analisar se métodos de processamento do sinal da fala, como, por exemplo, o aparelho auditivo, estão funcionando de forma adequada.

As respostas comportamentais esperadas são as mesmas ao realizar o uso de instrumentos musicais. Além disso, cabe a atenção para o fato que em relação aos estímulos de fala para criança, a voz da mãe ou do pai podem desencadear melhores respostas.